# مجموعة الاتصال الثلاثية بشأن أوكرانيا

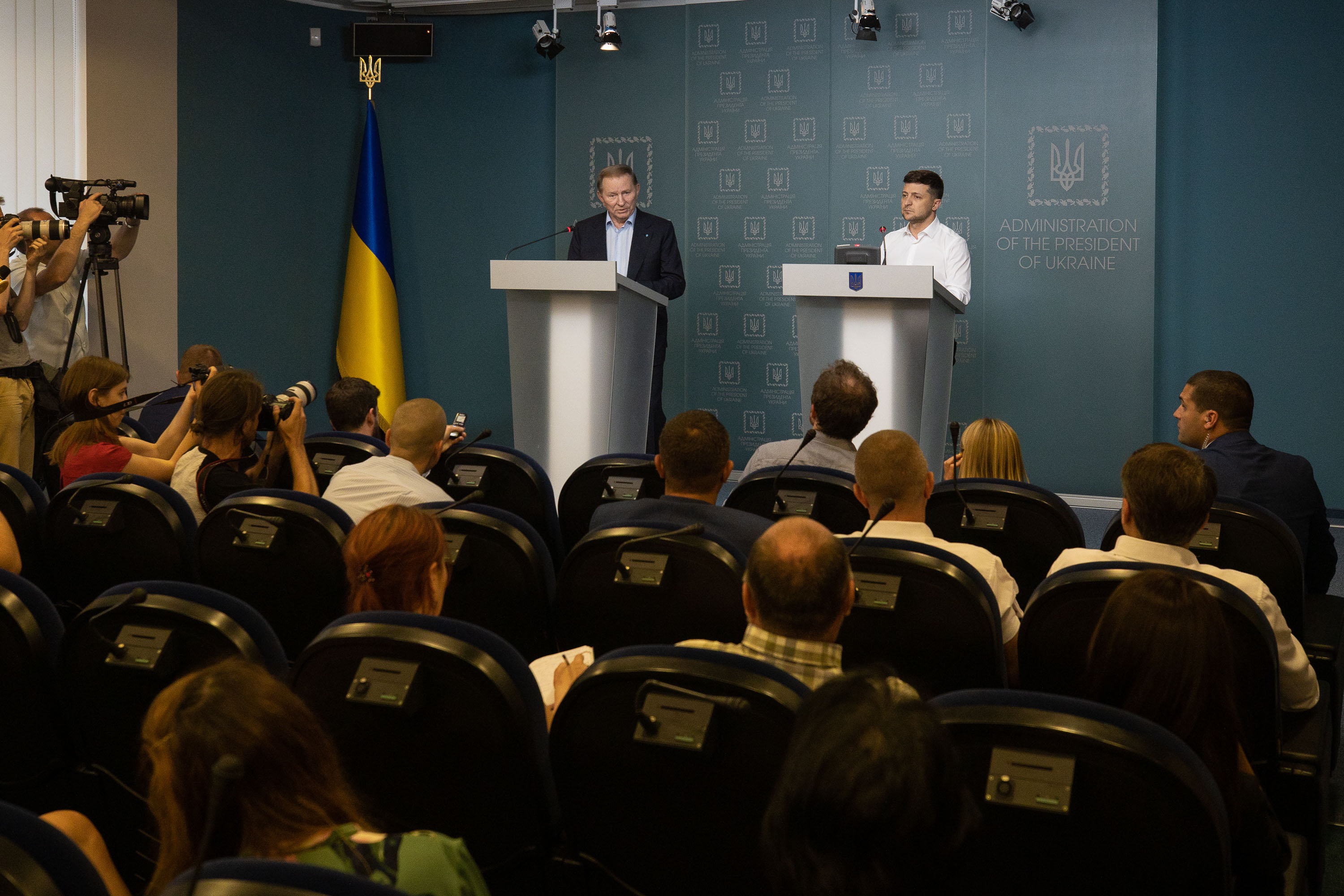
اجتماع رئيس أوكرانيا فولوديمير زيلينسكي مع أعضاء الوفد الأوكراني في مجموعة الاتصال الثلاثية بشأن تسوية النزاع في دونباس، 2019.

مجموعة الاتصال الثلاثية بشأن أوكرانيا المعروفة أيضًا باسم مجموعة الاتصال الثلاثية للتسوية السلمية للوضع في شرق أوكرانيا هي مجموعة من الممثلين من أوكرانيا والاتحاد الروسي ومنظمة الأمن والتعاون في أوروبا تشكلت كوسيلة لتسهيل التوصل إلى حل دبلوماسي للحرب في منطقة دونباس في أوكرانيا. تتبع المجموعة عدة مجموعات فرعية.
تم إنشاء المجموعة بعد انتخاب الرئيس الأوكراني بيترو بوروشينكو في مايو 2014. قبل انتخابه، اجتاحت الاضطرابات الأجزاء الجنوبية والشرقية من أوكرانيا، في أعقاب حراك الميدان الأوروبي والثورة الأوكرانية لعام 2014. بعد اجتماع غير رسمي لرؤساء الدول في إحياء الذكرى السبعين لإنزال النورماندي في 6 يونيو 2014، تم تأسيس مجموعة لتيسير الحوار بين الحكومة الأوكرانية والحكومة الروسية. كانت العلاقات بين روسيا وأوكرانيا متوترة للغاية في أعقاب ضم الاتحاد الروسي للقرم، كما اتهمت أوكرانيا والزعماء الغربيون روسيا بإثارة الاضطرابات في شرق وجنوب أوكرانيا.

## اجتماع كييف الأول
انعقدت الجلسة الأولى للمجموعة في 8 يونيو 2014 واشتملت على مشاركة سفير روسيا لدى أوكرانيا ميخائيل زورابوف وسفير أوكرانيا لدى ألمانيا بافلو كليمكين والممثل الخاص للأمين العام لمنظمة الأمن والتعاون في أوروبا هايدي تاغليافيني. كانت هناك ثلاث جلسات للمجموعة في الفترة ما بين 8 و9 يونيو، ناقش خلالها المشاركون خطة السلام التي اقترحها رئيس أوكرانيا بيترو بوروشنكو.

## اجتماع دونيتسك
في 20 يونيو 2014، أعلن رئيس أوكرانيا خطته للسلام المكونة من خمس عشرة نقطة وأمر من جانب واحد بوقف إطلاق النار لمدة أسبوع. أصر الرئيس الروسي فلاديمير بوتين على أن المفاوضات يجب أن تشمل ممثلين عن الانفصاليين من شرق أوكرانيا ولا ينبغي النظر إليه على أنه "إنذار نهائي"، وإلا فإن وقف إطلاق النار سيفشل. في 23 يونيو، وعد المسلحون الموالون لروسيا باحترام وقف إطلاق النار إذا شاركوا في المحادثات. بناءً على طلب الرئيس، مثل أوكرانيا ليونيد كوتشما،  حيث كان لابد من وجود كليمكين في لوكسمبورغ.
وصل ليونيد كوتشما وميخائيل زورابوف وفيكتور ميدفيدشوك إلى الاجتماع الأول لمحادثات دونيتسك في 23 يونيو 2014، بالإضافة إلى قادة المسلحين الموالين لروسيا أوليغ تساريوف وألكسندر بورودي وممثلي منظمة الأمن والتعاون. بعد الاجتماع، تعرضت السيارة التي كانت تقل كوتشما ونستور شوفريتش لهجوم من قبل حشد غاضب خارج المبنى الإداري. وفقًا لمنظمة الأمن والتعاون في أوروبا، مثل ميدفيدشوك المقاتلين الموالين لروسيا في المفاوضات. كما دعمت أنجيلا ميركل مشاركة ميدفيدشوك كوسيط في المفاوضات، وهو ما وافق عليه بوروشنكو.
خلال وقف إطلاق النار، أطلق المسلحون الموالون لروسيا سراح مراقبي منظمة الأمن والتعاون في أوروبا الذين كانوا محتجزين كرهائن.

## اجتماع كييف الثاني
في 2 يوليو 2014 في اجتماع برلين، وافق وزراء خارجية ألمانيا وفرنسا وروسيا وأوكرانيا على استئناف محادثات السلام في موعد أقصاه 5 يوليو 2014.
وعقدت الجلسة الثالثة للمجموعة في 6 يوليو 2014. حضر المفاوضات كوتشما وزورابوف وتاغليافيني وشوفريش وميدفيدشوك.

## اجتماع كييف الثالث
اجتمعت المجموعة أيضًا بعد وقت قصير من تحطم الخطوط الجوية الماليزية في 17 يوليو 2014، عندما أكد ممثلو الانفصاليين التعاون مع ممثلي منظمة الأمن والتعاون في أوروبا في شرق أوكرانيا.

## اجتماع مينسك
بدأت الجولة الجديدة من محادثات السلام في 31 يوليو 2014 في مينسك. في 5 سبتمبر 2014 تم التوقيع على بروتوكول مينسك.
وبحسب المقابلة التي أجرتها صحيفة نوفايا غازيتا الروسية مع ألكسندر بوروداي، اقترح كوتشما على المسلحين الموالين لروسيا الاستسلام، مما أثار ضحك كل من ميدفيدتشوك وشوفريش.

## اجتماع مينسك الثاني
في قمة في مينسك في 11 فبراير 2015، وافق قادة أوكرانيا وروسيا وفرنسا وألمانيا على حزمة من الإجراءات لوقف الحرب في دونباس؛ أصبحت هذه الحزمة تعرف باسم اتفاق مينسك الثاني. ومنذ ذلك الحين، تجتمع مجموعة الاتصال من حين لآخر في مينسك. أرسل ممثلو جمهورية دونيتسك الشعبية وجمهورية لوغانسك الشعبية الانفصاليتين مقترحاتهم إلى مجموعة الاتصال الثلاثية بشأن أوكرانيا.
تم إنشاء عدة مجموعات فرعية ضمن مجموعة الاتصال الثلاثية منذ ذلك الحين. وهذا يشمل مجموعة عمل معنية بالقضايا السياسية، ومجموعة معنية بالمسائل الاقتصادية، ومجموعة تناقش الوضع الإنساني في منطقة الصراع ومجموعة أخرى بشأن القضايا الأمنية، ويقودها رئيس بعثة المراقبة الخاصة التابعة لمنظمة الأمن والتعاون في أوروبا إلى أوكرانيا.

## روابط خارجية
- Socor، V. مجموعة الاتصال في أوكرانيا مرجح تجاه روسيا . "Eurasia Daily Monitor Volume: 11 Issue: 131". مؤسسة جيمستاون. 18 يوليو 2014
- سوكور ، ف. أوكرانيا مقيدة بإعلان وقف إطلاق النار من جانب واحد في دونباس . "Eurasia Daily Monitor Volume: 11 Issue: 114". مؤسسة جيمستاون. 24 يونيو 2014